# Ernst Becherer
Ernst Becherer (* 11. April 1884 in Besançon; † 4. Dezember 1963) war ein deutscher Verwaltungsbeamter und Politiker.

## Leben
Becherers Vater war Konsulatssekretär und später Amtsgerichtssekretär in Triberg. Ernst Becherer besuchte die Oberrealschule in Offenburg und studierte anschließend Jura. 1907 legte er die Zweite Prüfung für den oberen Justizdienst ab. Von 1910 bis 1914 war er in verschiedenen Justizstellen in Freiburg im Breisgau und in Offenburg beschäftigt. Um 1910 trat er in die SPD ein. Von 1914 bis 1918 nahm er als Soldat am Ersten Weltkrieg teil. Nach 1918 wurde Becherer Stadtverordneter und Stadtrat in Offenburg, wo er Vorsitzender des Wohnungs- und Mieteinigungsamtes und später Flüchtlingskommissar für Ausgewiesene aus dem Elsass war. 1920 wurde er zunächst kommissarischer, ab 1922 dann gewählter Bürgermeister von Friedrichsfeld, das 1930 nach Mannheim eingemeindet wurde. Mit dieser Eingemeindung wurde Becherer als Verwaltungsdirektor in die Stadtverwaltung von Mannheim übernommen und leitete die Krankenanstalten, später das Rechnungs- und Revisionsamt und das Steueramt. In Mannheim war er nach 1930 auch Stadtrat, später auch Mitglied im Kreistag Mannheim.
1933 nahmen die neuen nationalsozialistischen Machthaber Becherer in „Schutzhaft“ und der Polizeipräsident von Mannheim wies ihn anschließend aus Mannheim aus. Becherer hielt sich dann vorübergehend in Freiburg auf, bevor er nach Mannheim zurückkehren konnte. 1934 entließ man Becherer aus dem Dienst der Stadt Mannheim, woraufhin er sich als Steuer- und Rechtsberater selbstständig machte. 1936 wurde er vorläufig als Steuer- und Wirtschaftsberater, ab 1942 auch als Buchsachverständiger zugelassen. 1945 wurde er noch zur Wehrmacht eingezogen, kam diesem Gestellungsbefehl jedoch nicht nach.
Ab 1. Mai 1945 konnte Becherer in den Dienst der Stadt Mannheim zurückkehren und wurde Leiter des Arbeitsamts, später Leiter des Kriegsschäden- und Besatzungskostenamtes. 1946 wurde er Landrat des Landkreises Mannheim, bevor er 1948 in den Ruhestand eintrat. Von 1946 bis 1958 bekleidete Becherer den Vorsitz der Gartenstadt-Genossenschaft Mannheims.

## Auszeichnungen und Ehrungen
- Eisernes Kreuz 2. Klasse (1915)
- Ritterkreuz 1. Kl. mit Eichenlaub und Schwertern Orden vom Zähringer Löwen (1916)
- nach Ernst Becherer wurde der Bechererplatz in Mannheim-Friedrichsfeld benannt (1983).[2]